# Lista över fornlämningar i Falköpings kommun (Stenstorp)
Lista över fornlämningar i Falköpings kommun (Stenstorp) är en förteckning av ett urval av de fornlämningar som finns i Stenstorp i Falköpings kommun.
| Namn                          | Lämningstyp      | Tillkomsttid | Historisk indelning      | Plats | Läge                 | ID-nr          | Bild                                 |
| ----------------------------- | ---------------- | ------------ | ------------------------ | ----- | -------------------- | -------------- | ------------------------------------ |
| Stenstorp 1:1                 | Begravningsplats |              | Stenstorp, Västergötland |       | 58.270214, 13.714105 | 10203600010001 | Ladda upp en bild av detta fornminne |
| Stenstorp 1:2                 | Kyrka/kapell     |              | Stenstorp, Västergötland |       | 58.270161, 13.714099 | 10203600010002 | Ladda upp en bild av detta fornminne |
| Stenstorp 2:1                 | Hög              |              | Stenstorp, Västergötland |       | 58.278607, 13.707051 | 10203600020001 | Ladda upp en bild av detta fornminne |
| Stenstorp 3:1                 | Hög              |              | Stenstorp, Västergötland |       | 58.280851, 13.707102 | 10203600030001 | Ladda upp en bild av detta fornminne |
| Stenstorp 4:1                 | Stensättning     |              | Stenstorp, Västergötland |       | 58.286334, 13.703709 | 10203600040001 | Ladda upp en bild av detta fornminne |
| Tornaröret (Stenstorp 9:1)    | Stenkammargrav   |              | Stenstorp, Västergötland |       | 58.292989, 13.726165 | 10203600090001 | Ladda upp en bild av detta fornminne |
| Stenstorp 10:1                | Stensättning     |              | Stenstorp, Västergötland |       | 58.298609, 13.719367 | 10203600100001 | Ladda upp en bild av detta fornminne |
| Stenstorp 11:1                | Stensättning     |              | Stenstorp, Västergötland |       | 58.293410, 13.729524 | 10203600110001 | Ladda upp en bild av detta fornminne |
| Stenstorp 12:1                | Hög              |              | Stenstorp, Västergötland |       | 58.295087, 13.732128 | 10203600120001 | Ladda upp en bild av detta fornminne |
| Stenstorp 12:2                | Hög              |              | Stenstorp, Västergötland |       | 58.295031, 13.733069 | 10203600120002 | Ladda upp en bild av detta fornminne |
| Stenstorp 12:3                | Hög              |              | Stenstorp, Västergötland |       | 58.294835, 13.732587 | 10203600120003 | Ladda upp en bild av detta fornminne |
| Stenstorp 12:4                | Stenkrets        |              | Stenstorp, Västergötland |       | 58.295180, 13.732327 | 10203600120004 | Ladda upp en bild av detta fornminne |
| Bustenar (Stenstorp 13:1)     | Stenkammargrav   |              | Stenstorp, Västergötland |       | 58.299822, 13.729124 | 10203600130001 | Ladda upp en bild av detta fornminne |
| Stenstorp 14:1                | Hög              |              | Stenstorp, Västergötland |       | 58.296902, 13.732191 | 10203600140001 | Ladda upp en bild av detta fornminne |
| Stenstorp 17:1                | Hög              |              | Stenstorp, Västergötland |       | 58.299389, 13.738216 | 10203600170001 | Ladda upp en bild av detta fornminne |
| Stenstorp 18:1                | Stensättning     |              | Stenstorp, Västergötland |       | 58.298878, 13.736627 | 10203600180001 | Ladda upp en bild av detta fornminne |
| Stenstorp 27:1                | Stensättning     |              | Stenstorp, Västergötland |       | 58.307321, 13.745643 | 10203600270001 | Ladda upp en bild av detta fornminne |
| Trinne backe (Stenstorp 28:1) | Stensättning     |              | Stenstorp, Västergötland |       | 58.307484, 13.751178 | 10203600280001 | Ladda upp en bild av detta fornminne |
| Stenstorp 35:1                | Hög              |              | Stenstorp, Västergötland |       | 58.269649, 13.719468 | 10203600350001 | Ladda upp en bild av detta fornminne |
| Stenstorp 36:1                | Stenkammargrav   |              | Stenstorp, Västergötland |       | 58.270697, 13.726387 | 10203600360001 | Ladda upp en bild av detta fornminne |
| Stenstorp 39:1                | Stenkammargrav   |              | Stenstorp, Västergötland |       | 58.268683, 13.734986 | 10203600390001 | Ladda upp en bild av detta fornminne |
| Stenstorp 40:1                | Stensättning     |              | Stenstorp, Västergötland |       | 58.268149, 13.745195 | 10203600400001 | Ladda upp en bild av detta fornminne |
| Stenstorp 42:1                | Hällristning     |              | Stenstorp, Västergötland |       | 58.267327, 13.742658 | 10203600420001 | Ladda upp en bild av detta fornminne |
| Stenstorp 43:1                | Stenkammargrav   |              | Stenstorp, Västergötland |       | 58.271988, 13.743844 | 10203600430001 | Ladda upp en bild av detta fornminne |
| Stenstorp 44:1                | Hög              |              | Stenstorp, Västergötland |       | 58.271807, 13.747722 | 10203600440001 | Ladda upp en bild av detta fornminne |
| Stenstorp 45:1                | Hög              |              | Stenstorp, Västergötland |       | 58.271609, 13.721694 | 10203600450001 | Ladda upp en bild av detta fornminne |
| Stenstorp 46:1                | Stenkammargrav   |              | Stenstorp, Västergötland |       | 58.273384, 13.733546 | 10203600460001 | Ladda upp en bild av detta fornminne |
| Stenstorp 47:1                | Stensättning     |              | Stenstorp, Västergötland |       | 58.276170, 13.729425 | 10203600470001 | Ladda upp en bild av detta fornminne |
| Stenstorp 52:1                | Hög              |              | Stenstorp, Västergötland |       | 58.281854, 13.718491 | 10203600520001 | Ladda upp en bild av detta fornminne |
| Stenstorp 52:2                | Stenkrets        |              | Stenstorp, Västergötland |       | 58.281849, 13.718133 | 10203600520002 | Ladda upp en bild av detta fornminne |
| Stenstorp 62:2                | Stensättning     |              | Stenstorp, Västergötland |       | 58.291785, 13.709597 | 10203600620002 | Ladda upp en bild av detta fornminne |
| Stenstorp 69:1                | Hög              |              | Stenstorp, Västergötland |       | 58.276537, 13.706123 | 10203600690001 | Ladda upp en bild av detta fornminne |
| Stenstorp 72:1                | Stensättning     |              | Stenstorp, Västergötland |       | 58.280560, 13.725761 | 10203600720001 | Ladda upp en bild av detta fornminne |